# Ambrosia dumosa

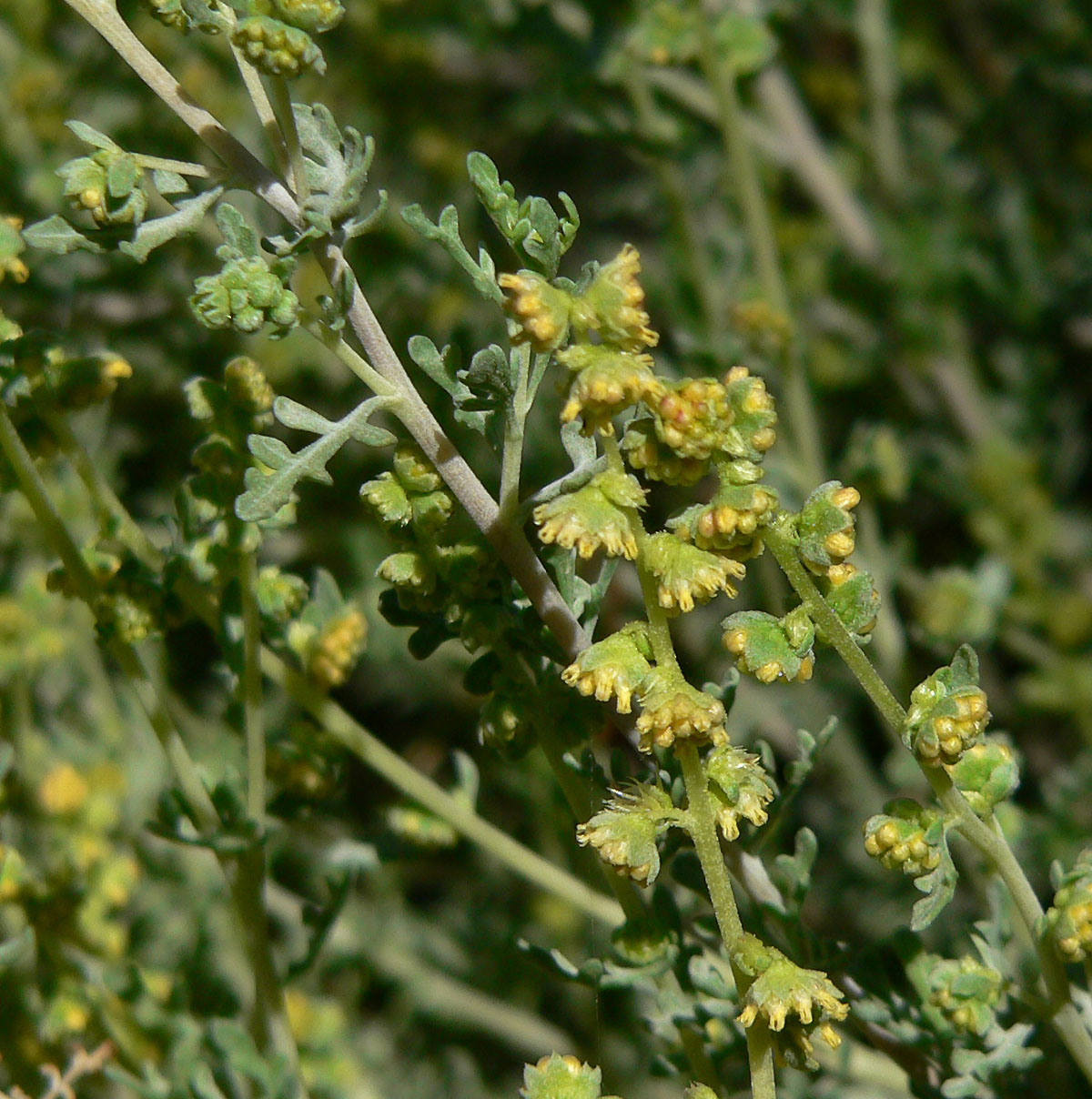
Fulles i flors

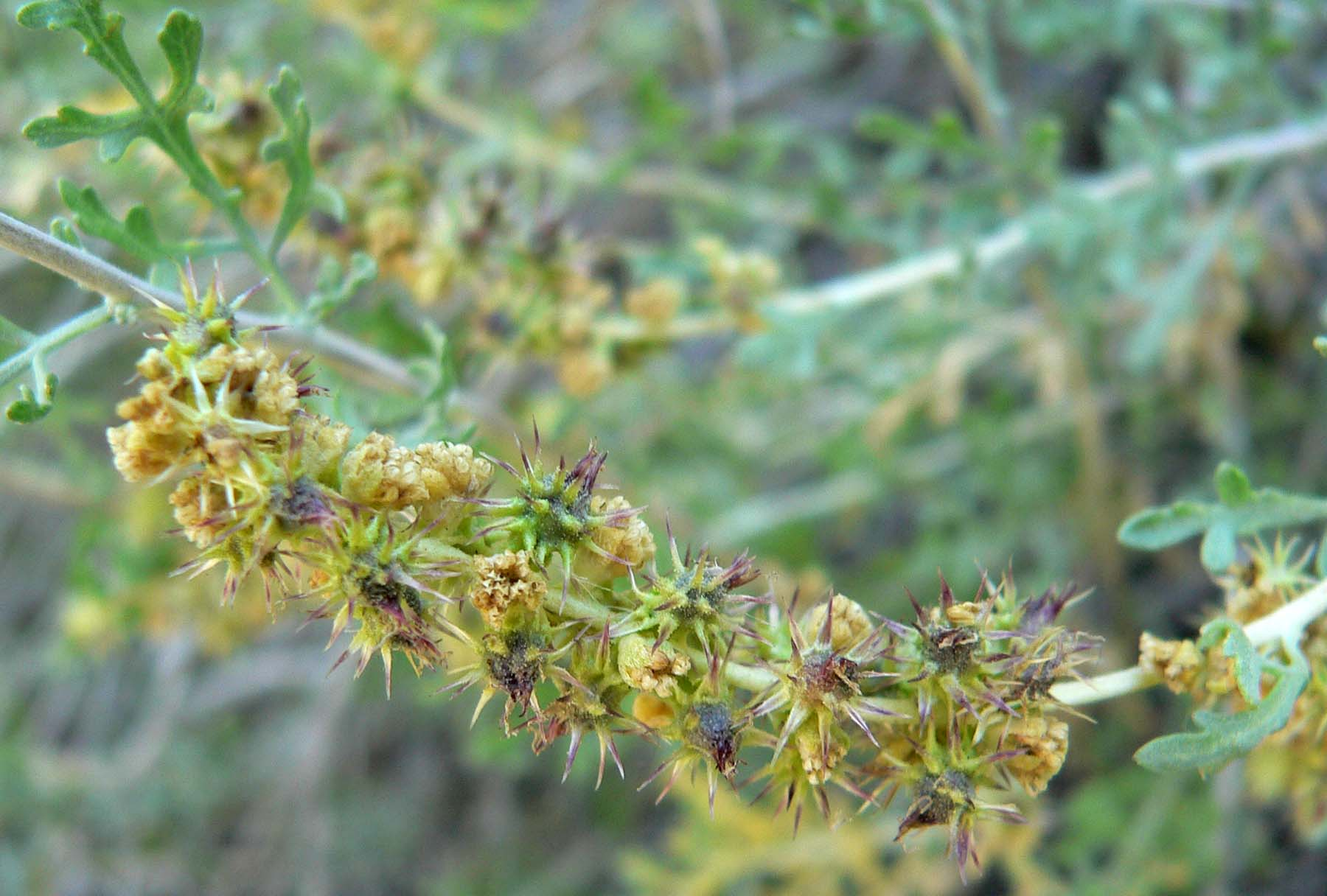
Fruit

Ambrosia dumosa és una espècie de planta amb flors del gènere Ambrosia dins la família de les asteràcies  (Asteraceae). És una planta nativa del sud-oest dels Estats Units i del nord-oest de Mèxic.

## Descripció
És un petit arbust caducifoli amb nombroses branques que perd les fulles durant l'estació seca, té rizoma i pot atènyer una altura d'entre 20 i 60 cm. Les fulles són pubescents, blanquinoses, peciolades, de forma entre ovada i el·líptica, molt dividides (seccionades), es disposen de manera alternada i fan entre 1 i 3 cm de llargària. Les flors es troben agrupades en capítols unisexuals sense lígules, però com a excepció en el gènere, sovint els capítols masculins i femenins es troben barrejats, al costat de cada capítol masculí n'hi ha un de femení. Els capítols femenins contenen una o dues flors i els masculins entre 8 i 15 unitats. El fruit és un aqueni espinós.

## Taxonomia
Aquest tàxon va ser descrit per primer cop l'any 1845 sota el nom de Franseria dumosa pel botànic Asa Gray (1810-1888) dins l'obra Report of the Exploring Expedition to the Rocky Mountains in the year 1842 editada per l'explorador i polític estatunidenc John Charles Frémont (1813-1890). L'any 1964 el botànic estatunidenc Willard William Payne (n. 1937) el va moure al gènere Ambrosia amb el nom actual d'Ambrosia dumosa, aquest canvi es va publicar a la revista Journal of the Arnold Arboretum.

### Sinònims
Els següents noms científics són sinònims d'Ambrosia dumosa:
- Sinònims homotípics

- Franseria dumosa A.Gray
- Gaertneria dumosa (A.Gray) Kuntze

- Sinònims heterotípics

- Franseria albicaulis Torr.